# Дзермегедо
Дзермегѐдо (на италиански: Zermeghedo; на венециански: Xermeghedo, Зермегедо) е село и община в Северна Италия, провинция Виченца, регион Венето. Разположено е на 84 m надморска височина. Населението на общината е 1411 души (към 2015 г.).